# عجوقة ظلية
عجوقة ظلية (الاسم العلمي: Ajuga sciaphila) هي نوع نباتي يتبع جنس العجوقة من فصيلة الشفوية.